# 佐藤幹夫 (評論家)
佐藤 幹夫（さとう みきお、1953年 - ）は、日本の評論家、フリージャーナリスト。

## 来歴
1953年、秋田県出身。國學院大學文学部卒業。養護学校の教員を20年以上勤める。その後フリージャーナリストとして活動。1987年より批評誌『飢餓陣営』の主宰者として、思想・文学・心理学・司法と司法精神医学、障害問題など、幅広い分野で評論活動を行う（現在58号。60号にての終刊が予定されている）。また出版の企画・プロデュース・編集なども手がけるかたわら、生活支援や更生支援の現場で、事例検討会議や職員研修の助言者などを務める。（以上は各著作の著者紹介欄より）

## 著書

### 単著
- 『精神科医を精神分析する』（洋泉社・新書ｙ、2002年）
- 『ハンディキャップ論』（洋泉社・新書y、2003年）
- 『自閉症裁判ー―レッサーパンダ帽男の「罪と罰」』（洋泉社、2005年）のち朝日文庫
- 『村上春樹の隣には三島由紀夫がいつもいる。 』（PHP新書、2006年）
- 『裁かれた罪裁けなかった「こころ」 17歳の自閉症裁判』岩波書店 2007　のち『「十七歳の自閉症裁判 寝屋川事件の遺したもの』、岩波現代文庫
- 『「自閉症」の子どもたちと考えてきたこと』洋泉社 2008
- 『ルポ高齢者医療 地域で支えるために』岩波新書 2009
- 『心，無法審判』（台湾語訳『裁かれた罪　裁けなかった「こころ」』2009　臺灣商務印書館）
- 『人はなぜひとを「ケア」するのか 老いを生きる、いのちを支える』岩波書店 2010
- 『ルポ青年期の発達障害とどう向き合うか』PHP研究所 2011
- 『ルポ認知症ケア最前線』岩波新書　2011
- 『知的障害と裁き ドキュメント千葉東金事件』岩波書店 2013
- 『ルポ高齢者ケア 都市の戦略、地方の再生』ちくま新書 2014
- 『「認知症七〇〇万人時代」の現場を歩く 「人生の閉じ方」入門』(飢餓陣営せれくしょん;言視舎, 2017
- 『評伝島成郎 ブントから沖縄へ、心病む人びとのなかへ』筑摩書房, 2018
- 『ルポ闘う情状弁護へ 「知的・発達障害と更生支援」、その新しい潮流』論創社, 2020
- 『「車いす」の先生奮闘の記録　彼はなぜ担任になれないのですか』言視舎　2022
- 『津久井やまゆり園「優生テロ」事件、その深層とその後ーー戦争と福祉と優生思想』現代書館、2022
- 『「責任能力」をめぐる新・事件論 　「かれら」はどのように裁かれてきたのか』言視舎、2024

### 共編著
- 『中年男に恋はできるか』（洋泉社・新書ｙ、2000年） 小浜逸郎との共著
- 『哲学は何の役に立つのか』（洋泉社・新書ｙ、2004年） 西研との共著
- 『刑法三九条は削除せよ！是か非か』（洋泉社・新書ｙ、2004年） 呉智英との共編著
- 岸田秀対談集『日本人はどこへ行く』（青土社　2005年）
- 『少年犯罪厳罰化私はこう考える』（山本譲司共編著 洋泉社 新書y　2007）
- 小川哲生『生涯一編集者』構成・註釈 言視舎 飢餓陣営叢書 2013
- 『これからどうする　未来のつくり方』岩波書店編　2013年
- 『発達障害と感覚・知覚の世界』佐藤幹夫+人間と発達を考える会編著 西研,滝川一廣,小林隆児著 日本評論社 2013
- 日本心理学会　澤江幸則・川田学・鈴木智子編『シリーズ：発達支援のユニバーサルデザイン第3巻　〈身体〉に関する発達支援のユニバーサルデザイン』（2014年　金子書房）
- 『木村敏と中井久夫』編 言視舎 飢餓陣営せれくしょん 2014
- 『〈特集1〉『宅間守精神鑑定書』を読む〈特集2〉生きづらさを支援する本』編 言視舎 飢餓陣営せれくしょん 2014
- 『セラピーとはなにか 〈特集1〉『セラピスト』をセラピストたちが読む ほか 〈特集2〉人生の折り合いと自分語り-「かりいほ」の取り組みから』(飢餓陣営せれくしょん 編. 言視舎, 2015.9
- 『「オープンダイアローグ」は本当に使えるのか 』飢餓陣営せれくしょん 編. 言視舎, 2016.2
- 『沖縄からはじめる「新・戦後入門」 「新時代」はここからはじまる!』(飢餓陣営せれくしょん）編. 言視舎、2016.7
- 『シリーズ刑事司法を考える第0巻　刑事司法への問い』（指宿信・木谷明・後藤昭・佐藤博史・浜井浩一・浜田寿美男編　2017年　岩波書店）
- 『コロナ、優生、貧困格差、そして温暖化現象　「世界史的課題」に挑むための、私たちの小さな試み』論創社、2022　村瀬学との共著
- 『明日戦争がはじまる【対話編】』言視舎2023、宮尾節子との共著
- 『ウクライナ、ガザ、そして「松本人志問題」へ　「世界史的課題」に挑むための、私たちの小さな試みⅡ』論創社2024　村瀬学との共著

### インタビュー本
- 『「こころ」はどこで壊れるか―精神医療の虚像と実像』（洋泉社、2001年） 滝川一廣へのインタビュー
- 『「こころ」はだれが壊すのか』（洋泉社、2003年） 滝川一廣へのインタビュー
- 『次の時代のための吉本隆明の読み方 増補言視舎版』村瀬学 言視舎 2012 飢餓陣営叢書
- 『吉本隆明の言葉と「望みなきとき」のわたしたち』瀬尾育生 言視舎 2012 飢餓陣営叢書
- 『「こころ」はどこで育つのか発達障害を考える』滝川一廣 聞き手・編 洋泉社 新書y 2012
- 『橋爪大三郎のマルクス講義 現代を読み解く『資本論』』聞き手 言視舎 飢餓陣営叢書 2014
- 『新・戦争論 「世界内戦」の時代』笠井潔　聞き手　言視舎2022